# Альбрехт II (герцог Саксонії)
Альбрехт II (нім. Albrecht II Degener; бл. 1250  —25 серпня 1298) — герцог Саксонії у 1260—1298 роках.

## Життєпис
Походив з династії Асканіїв. Син Альбрехта I, герцога Саксонії, та Олени Брауншвейг-Люнебург. Народився у 1249 році. Після смерті батька у 1260 році разом з братом Іоганном успадкував герцогство Саксонію. Втім з огляду на малий вік регентшею стала їх мати Олена.
У 1268 році регентство було скасовано. Втім Альбрехт II продовжував правити разом з братом. У 1269 і 1272 роках вони розділили герцогство, в результаті чого Альбрехт II навколо міста Віттенберг. 1269 року разом з Іоганном I придбав в Бургарда VIII фон Кверфурта бургграфство Магдебург.
На імператорських виборах 1273 року представляв інтереси брата, від імені Саксонії підтримав кандидатуру Рудольфа Габсбурга, і незабаром Альбрехт II одружився з його донькою, яка народила йому 6 дітей.
З 1282 року, після зречення брата, Альбрехт II правив герцогством спільно з малолітніми небожами Іоганном II, Альбрехтом III і Еріхом I, у яких став опікуном.
1288 року Альбрехт II звернувся до імператора Рудольфа I з проханням закріпити за його родом права електорів (вибірників короля), що викликало тривалу суперечку з династією Веттінів. У 1290 році йому було передано графство Брена, і в 1295 році — графство Гоммерн.
У 1292 Альбрехт II від свого імені і від імені племінників голосував за обрання королем Адольфа Нассау. У 1296 році відбулося остаточне розділення Саксонського герцогства на Саксен-Лауенбурзьке і Саксен-Віттенберзьке герцогства.
У 1298 році вступив у конфлікт з архієпископом Магдебургу, але під час бою поблизу Акена був убитий. Його володіння успадкував старший син Рудольф I.

## Родина
Дружина — Агнес, донька Рудольфа I Габсбурга, імператора Священної Римської імперії
Діти:
- Рудольф (1284—1356), герцог Саксен-Віттенберзький
- Оттон (д/н-1349)
- Альбрехт (д/н-1342), князь-єпископ Пассау
- Венцель (д/н-1327), канонін Хальберштадтського кафедрального собору
- Елізабет (д/н-1341), дружина Обіццо III Есте, маркіза Феррари
- Анна (д/н-1327)